# برناردو فاسكونسيلوس
برناردو فاسكونسيلوس (10 يونيو 1979 بلشبونة في البرتغال - ) هو لاعب كرة قدم برتغالي في مركز الهجوم. لعب مع آر كي سي فالفيك وألفيركا وإشتوريل برايا ونادي أومونيا ونادي هبوعيل بئر السبع ويو دي ليريا ودوكسا كاتوكوبياس ‏ وZawisza Bydgoszcz ‏ وS.C.U. Torreense ‏ وأورينتال دي لشبونة ‏ وAEP Paphos FC ‏ وAPOP Kinyras FC ‏ وألكي لارانكا ‏ وS.L. Benfica B ‏.

## وصلات خارجية
- برناردو فاسكونسيلوس على موقع قاعدة بيانات كرة القدم.إي يو (الإنجليزية)
- برناردو فاسكونسيلوس على موقع Soccerway.com (الإنجليزية)